# Kothores
Kothores ist eine Rotte in der Marktgemeinde Langschlag im Bezirk Zwettl in Niederösterreich.

## Geschichte
Auf dem Gebiet der heutigen Rotte wird bereits im 18. Jahrhundert in der Josephinischen Landesaufnahme aus dem Jahr 1781 die Siedlung Kothoros genannt.
Im Eintrag der Josephinischen Fassion aus Jahre 1786/87 gab es im heutigen Ort 5 Häuser mit den Hausnummern Fraberg 1 bis Fraberg 5
Im Franziszeischen Kataster aus dem Jahr 1823 wird der Ort mit 5 Häusern als Überländfeld gezeigt und ist der Gemeinde Kehrbach zugeordnet.
In Folge der Theresianischen Reformen wurde der Ort dem Kreis Ober-Manhartsberg unterstellt und nach dem Umbruch 1848 war er bis 1867 dem Amtsbezirk Groß Gerungs zugeteilt.
Nach der Entstehung der Ortsgemeinden 1849 wurde der Ort ein Teil der Ortsgemeinde Fraberg (hier als Cothores genannt).
Laut Adressbuch von Österreich waren im Jahr 1938 in der Rotte Kothores keinerlei Wirtschaftsbetriebe verzeichnet.
Im Zuge der Niederösterreichischen Kommunalstrukturverbesserung wurde der Ort durch die Auflösung der Gemeinde Fraberg am 1. Januar 1967 ein Teil der Gemeinde Langschlag.